# バーニー・マースデン
バーニー・マースデン（Bernie Marsden、本名：Bernard John Marsden。1951年5月7日 - 2023年8月24日）は、イングランド出身のギタリスト。

## 略歴
少年時代はサニー・ボーイ・ウィリアムソンIIやハウリン・ウルフなどのシカゴ・ブルースに興味を持ち、ギタリストしてエリック・クラプトン、ピーター・グリーン、ジェフ・ベックなどのミュージシャンから影響を受ける。
1970年代からプロフェッショナルなミュージシャンとして活動を行いUFOやジューシー・ルーシー、ベーブ・ルースといったバンドを経てコージー・パウエルズ・ハマー、ペイス・アシュトン・ロードなどのレギュラー･メンバーとして活動した後、1977年、推薦でホワイトスネイクに加入。デイヴィッド・カヴァデールとヒット曲「Here I go Again」を共作した。
ホワイトスネイクに在籍中にソロ活動を始め、1982年に解雇されると、その延長としてAOR色の強いハード・ロック・バンドのアラスカを結成してリーダーとして活動。
以降はセッション活動を続けて、1990年代からはミッキー・ムーディとのザ・ムーディ・マースデン・バンドや、ニール・マーレイも加わったカンパニー・オブ・スネイクス、M3などでライヴ活動をこなした。またギタリストとしてソロ・アルバムやサウンドトラックなども制作した。
2023年8月24日に死去。72歳没。

## 人物

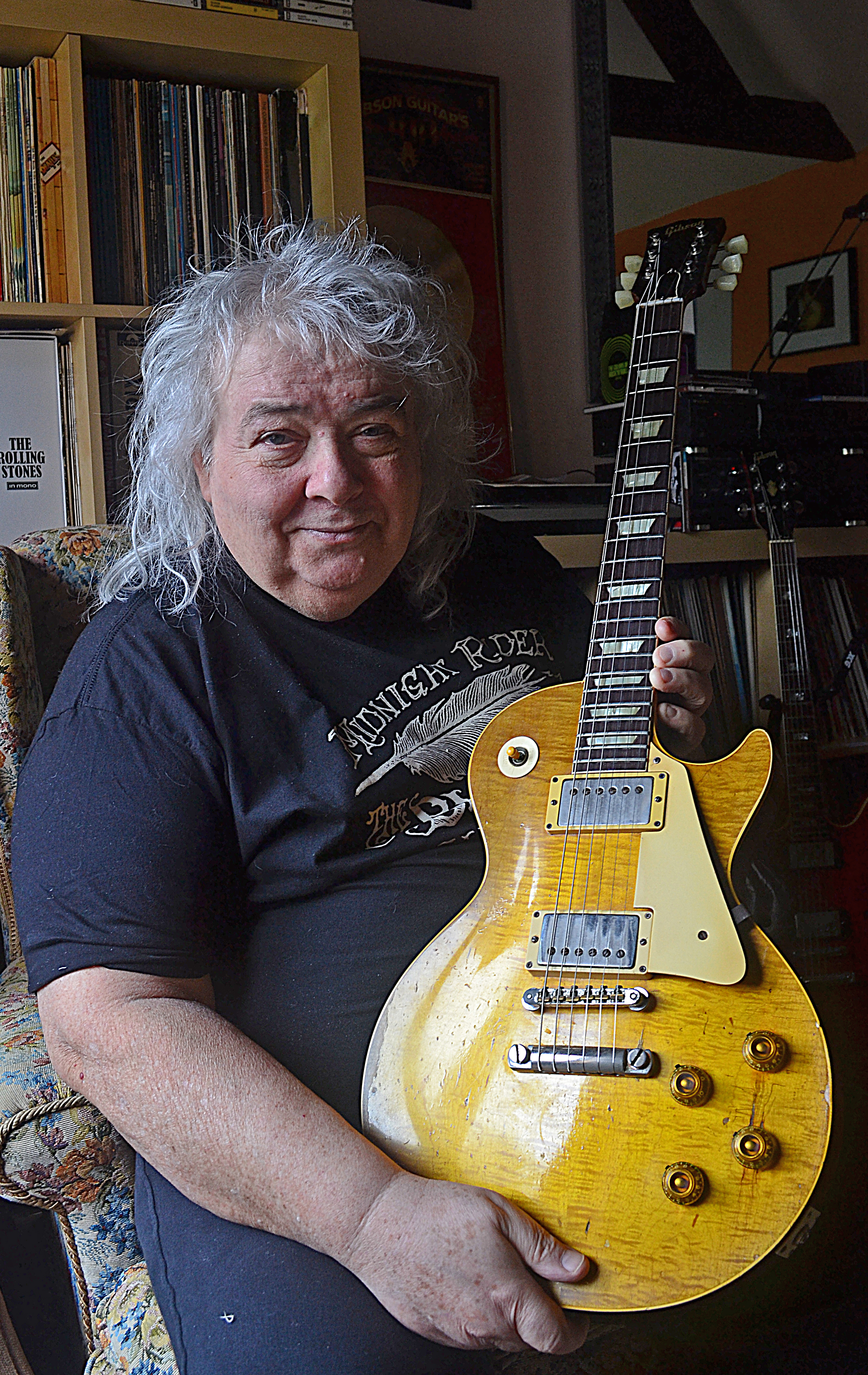
巨漢だった晩年のバーニー（2022年）

かつては中肉中背、またはやや太め体躯の持ち主であったが、晩年は巨漢体形であった。

## ディスコグラフィ

### ソロ・アルバム
- 『アンド・アバウト・タイム・トゥー』 - And About Time Too! (1979年)
- 『ルック・アット・ミー・ナウ』 - Look at Me Now (1981年)
- The Friday Rock Show Sessions '81 (1992年)
- Tribute to Peter Green: Green and Blues (1995年)
- Blues Rock (2002年)
- Big Boy Blue (2003年)
- Live at the Granary (2005年)
- 『スタックス』 - Stacks (2005年)
- Blues 'n' Scales: A Snakeman's Odyssey 1970–2004 (2006年) ※コンピレーション
- Big Boy Blue... Live (2007年) ※ライブ
- Bernie Plays Rory (2009年)
- Going to My Hometown (2009年) ※ライブ・アコースティック
- Ballyshannon Blues (2011年)
- Very Local Boy (2012年) ※コンピレーション
- Shine (2014年)
- The Rory Gallagher Sessions (2015年)
- Tales of Tone and Volume (2017年)
- Chess (2021年)
- Kings (2021年)

### UFO
- The Decca Years (1993年) ※コンピレーション。参加シングル「Give Her the Gun」収録

### ワイルド・ターキー
- Rarest Turkey (2002年、Audio Archive)

### ベーブ・ルース
- 『ホームスチール』 - Stealin' Home (1975年)
- Kid's Stuff (1976年)

### ペイス・アシュトン・ロード
- 『不思議な国のマリス』 - Malice in Wonderland (1977年)

### ホワイトスネイク
- 『スネイクバイト』 - Snakebite (1978年)
- 『トラブル』 - Trouble (1978年)
- 『ライヴ・アット・ハマースミス』 - Live at Hammersmith (1980年)
- 『ラヴハンター』 - Lovehunter (1979年)
- 『フール・フォー・ユア・ラヴィング』 - Ready an' Willing (1980年)
- 『ライヴ…イン・ザ・ハート・オブ・ザ・シティ』 - Live...in the Heart of the City (1980年)
- 『カム・アンド・ゲット・イット』 - Come an' Get It (1981年)
- 『セインツ・アンド・シナーズ』 - Saints & Sinners (1982年)

### アラスカ
- 『ハート・オブ・ザ・ストーム』 - Heart of the Storm (1984年)
- 『ザ・パック』 - The Pack (1985年)

### ザ・ムーディ・マースデン・バンド
- 『ネヴァー・ターン・アワ・バック・オン・ザ・ブルース』 - Never Turn Our Back on the Blues (1992年)
- live in Hell (1994年)
- The Time Is Right For Live (1994年)
- Real Faith (1994年)
- 『ザ・ナイト・ザ・ギターズ・カム・トゥ・プレイ』 - The Night the Guitars Came to Play (2000年)
- 『オゾン・フレンドリー』 - Ozone Friendly (2001年)

### ザ・スネイクス、カンパニー・オブ・スネイクス、M3
- 『ワンス・ビトゥン…』 - Once Bitten (1998年) ※ザ・スネイクス名義
- 『ライヴ・イン・ヨーロッパ』 - Live in Europe (1998年) ※ザ・スネイクス名義
- Here They Go Again (2001年) ※カンパニー・オブ・スネイクス名義
- 『バースト・ザ・バブル』 - Burst the Bubble (2002年) ※カンパニー・オブ・スネイクス名義
- 『クラシック・スネイク・ライブ』 - Classic Snake Live (2005年) ※M3名義
- 『ライヴ2004～ラフ・アン・レディ』 - Rough An' Ready (2005年) ※M3名義、DVD

### 主なセッション参加作品
- コージー・パウエル : 『オーヴァー・ザ・トップ』 - Over the Top (1979年)
- コージー・パウエル :  『サンダーストーム』 - Tilt (1981年)
- ジョン・ロード : 『ビフォア・アイ・フォゲット』 - Before I Forget (1982年)
- パーフェクト・クライム : Blonde on Blonde (1990年)
- ドン・エイリー : All Out (2011年)
- ジャック・ブルース : 『シルヴァー・レイルズ』 - Silver Rails (2014年)